# Samia Longchambon

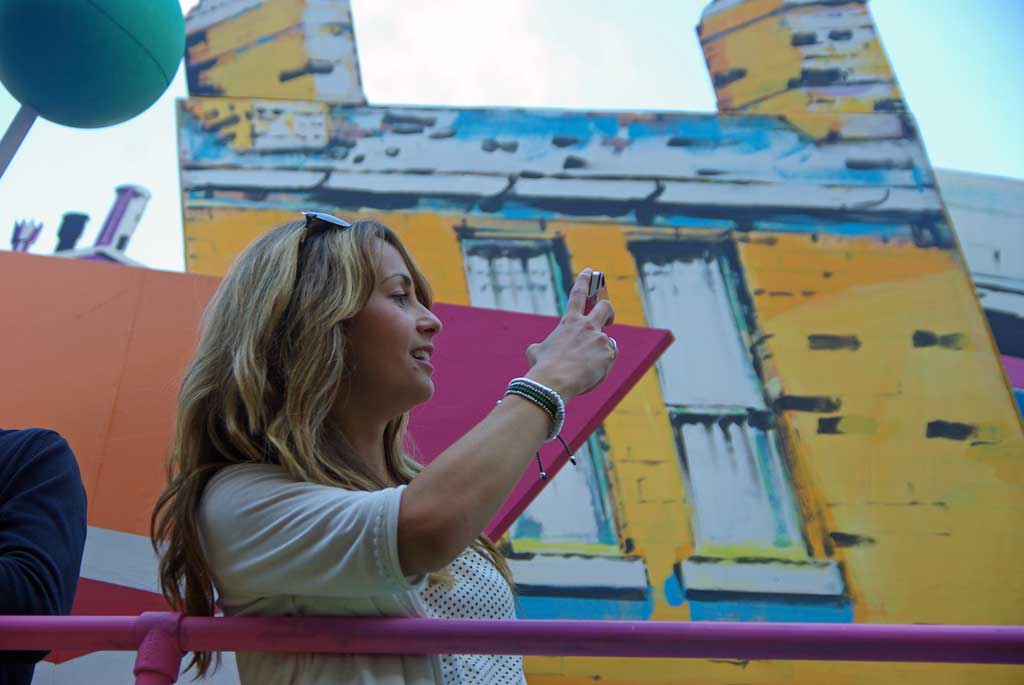
Samia Longchambon (2011)

Samia Maxine Longchambon geborene Ghadie (* 13. Juli 1982 in Eccles, England) ist eine britische Schauspielerin. Bekannt ist sie für ihre Rolle als Maria Connor in der ITV-Seifenoper Coronation Street.

## Leben und Karriere
Ghadie wurde als Tochter von Patsy Ghadie und Joseph Ghadie geboren. Ihr Vater war  Einzelhändler und ihre Mutter Schauspielerin. Sie hat einen älteren Bruder namens Tariq.
Mit sechs Jahren erhielt sie Schauspielunterricht und trat erstmals mit 8 in der ITV-Seifenoper Coronation Street auf. Drei Jahre später war sie in einer Folge von Cracker zu sehen. Nachfolgende Rollen übernahm sie unter anderem in Heartbeat, Doctors, Lifeforce und Children's Ward. 2000 gelang ihr der Durchbruch, als sie die Rolle der Maria Sutherland in Coronation Street bekam.
Seit dem 20. August 2016 ist sie mit Sylvain Longchambon verheiratet. Das Paar hat einen gemeinsamen Sohn (geboren am 24. September 2015). Mit ihrem Ex-Mann, Matthew Smith hat sie außerdem eine Tochter (geboren am 19. Oktober 2009).
Sie war in der achten Staffel von Dancing on Ice zu sehen. Ihr Partner war Sylvain Longchambon. Die beiden belegten in der Show den fünften Platz.